# Stopplaats Hupsel
Stopplaats Hupsel (telegrafische code: hus) is een voormalig stopplaats aan de Nederlandse spoorlijn Winterswijk - Neede, destijds aangelegd en geëxploiteerd door de Geldersch-Overijsselsche Lokaalspoorweg-Maatschappij (GOLS). De stopplaats lag ten noorden van Groenlo en ten zuiden van Eibergen nabij de buurtschap Hupsel. Aan de spoorlijn werd de stopplaats voorafgegaan door station Groenlo en gevolgd door station Eibergen.
Bij de opening van de spoorlijn in 1884 werd er al gesproken over een stopplaats nabij Hupsel. In 1905 werd door de bewoners van Hupsel een verzoek ingediend bij de Hollandsche IJzeren Spoorweg-Maatschappij (HIJSM), die de exploitatie van de GOLS had overgenomen, voor een eigen halte. Dit verzoek werd niet gehonoreerd omdat de HIJSM destijds vond dat er te weinig bewoners nabij Hupsel woonden. Op 24 december 1917 werd alsnog de stopplaats Hupsel geopend, welke waarschijnlijk in 1937 weer werd gesloten. Bij de stopplaats was een abri aanwezig, die in 1919 is geplaatst en afkomstig was van stopplaats Heerenstraat. Op dezelfde locatie is eind 20e eeuw een picknicktafel geplaatst. Nabij de stopplaats zijn ook boringen uitgevoerd naar steenkool.